# Megalomus democraticus
Megalomus democraticus is een insect uit de familie van de bruine gaasvliegen (Hemerobiidae), die tot de orde netvleugeligen (Neuroptera) behoort. 
Megalomus democraticus is voor het eerst wetenschappelijk beschreven door Monserrat in 1997.